# Liste von Persönlichkeiten der Stadt Krasnojarsk
Die Liste von Persönlichkeiten der Stadt Krasnojarsk enthält die in der russischen Stadt Krasnojarsk geborene und verstorbene Persönlichkeiten sowie solche, die in Krasnojarsk gewirkt haben, dabei jedoch andernorts geboren wurden. Die Liste erhebt keinen Anspruch auf Vollständigkeit.

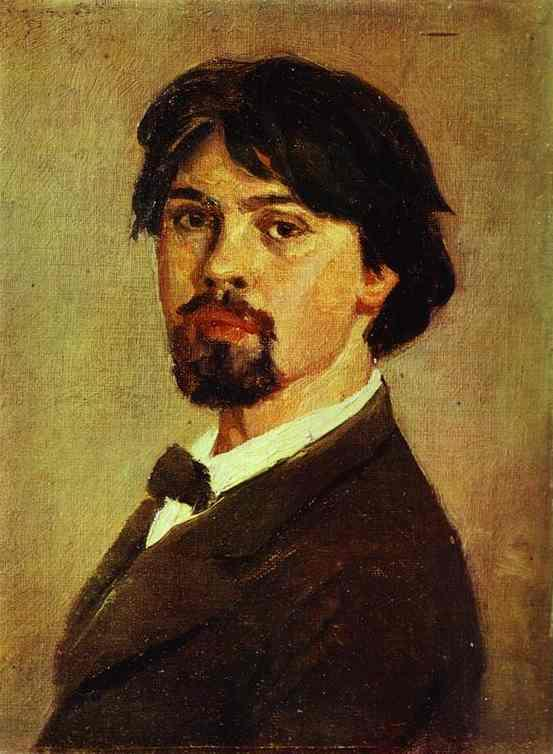
Wassili Surikow
(1848–1916)

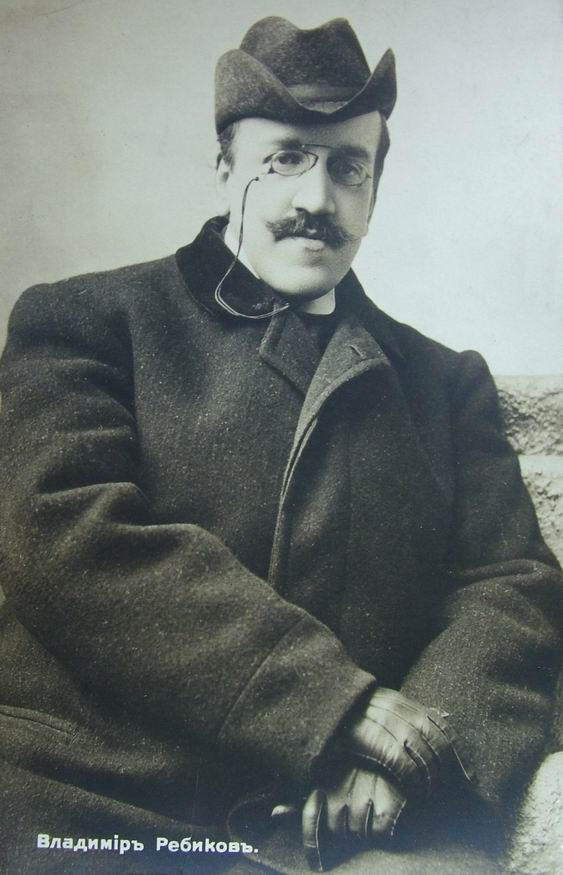
Wladimir Rebikow
(1866–1920)

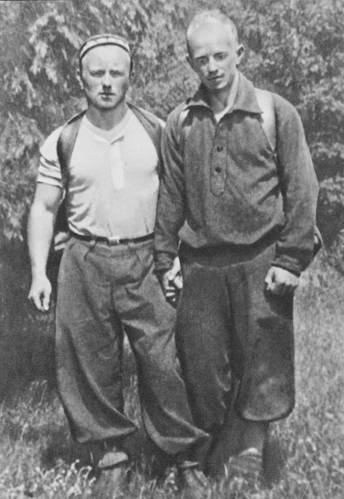
Jewgeni
(1907–1948) und Witali Abalakow
(1907–1986)

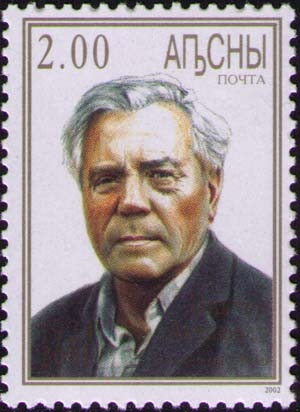
Wiktor Astafjew
(1924–2001)

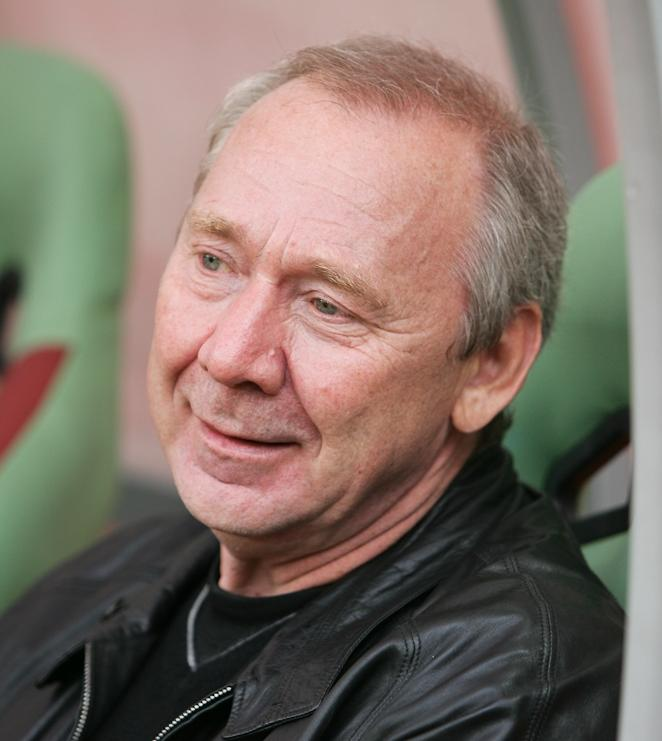
Oleg Romanzew
(* 1954)

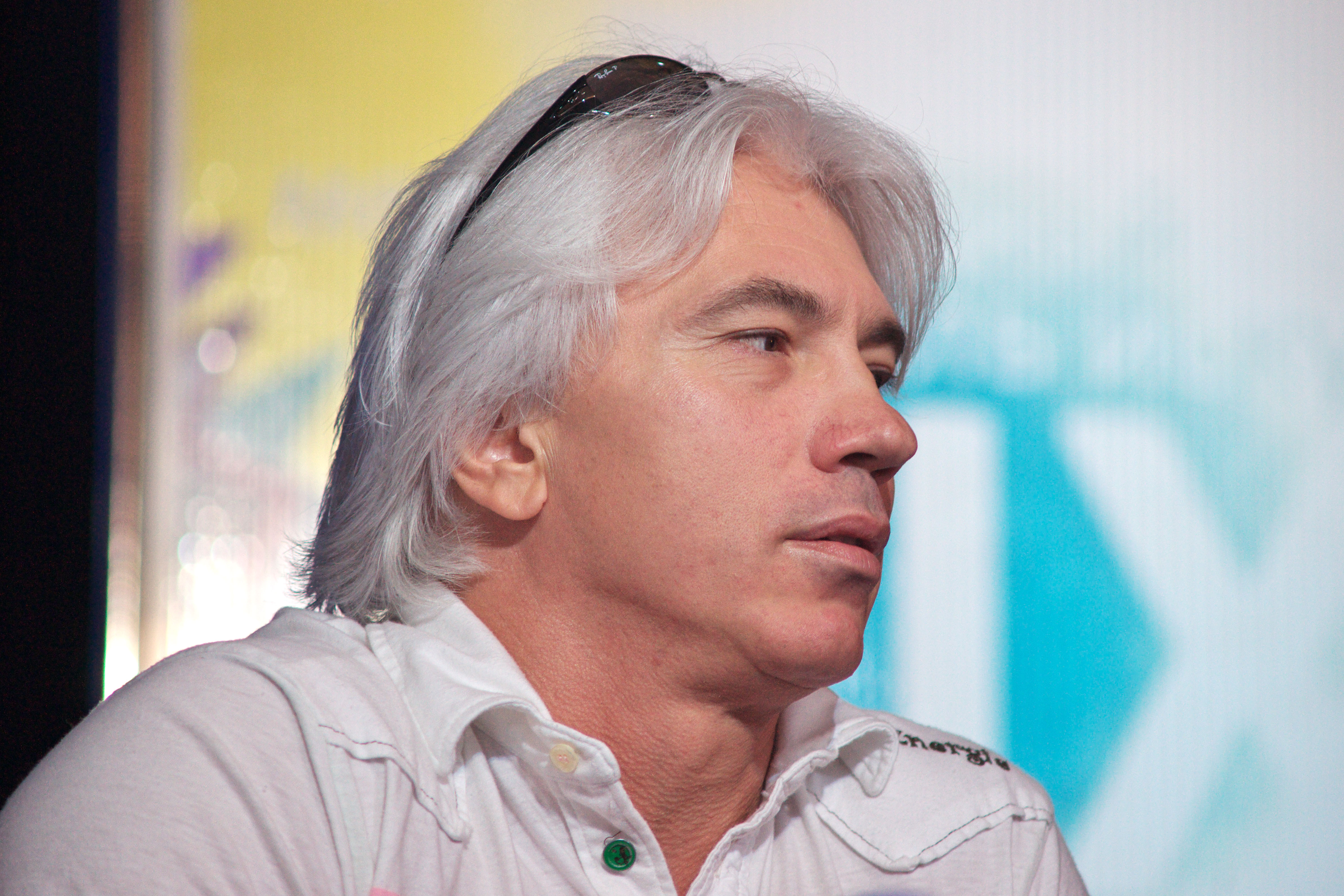
Dmitri Chworostowski
(1962–2017)

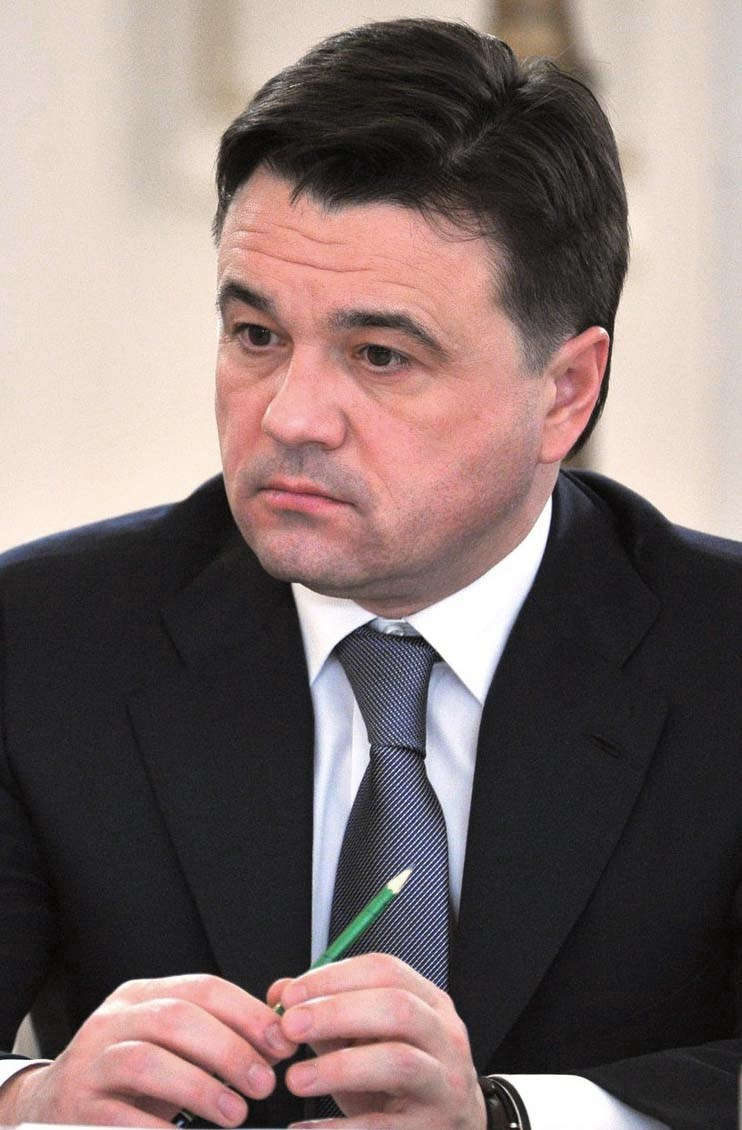
Andrei Worobjow
(* 1970)

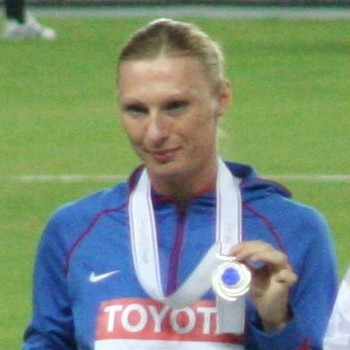
Julia Petschonkina
(* 1978)

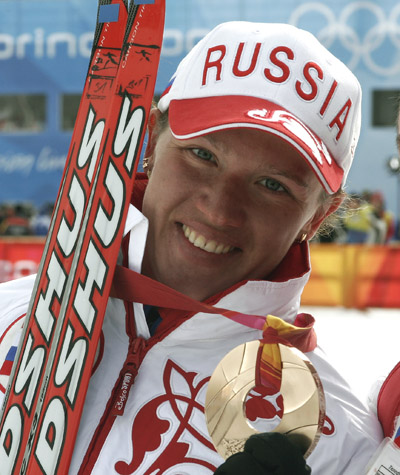
Aljona Sidko
(* 1979)

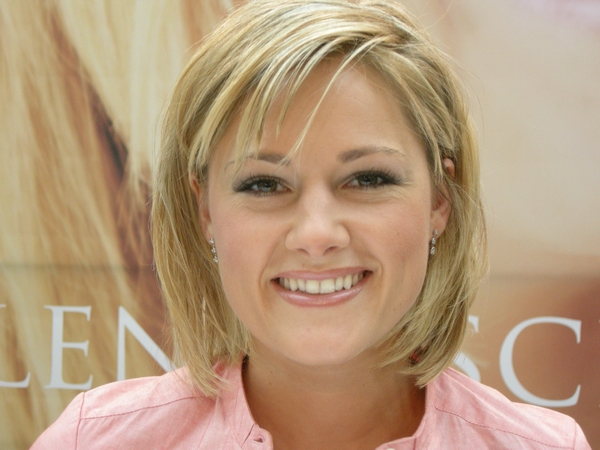
Helene Fischer
(* 1984)

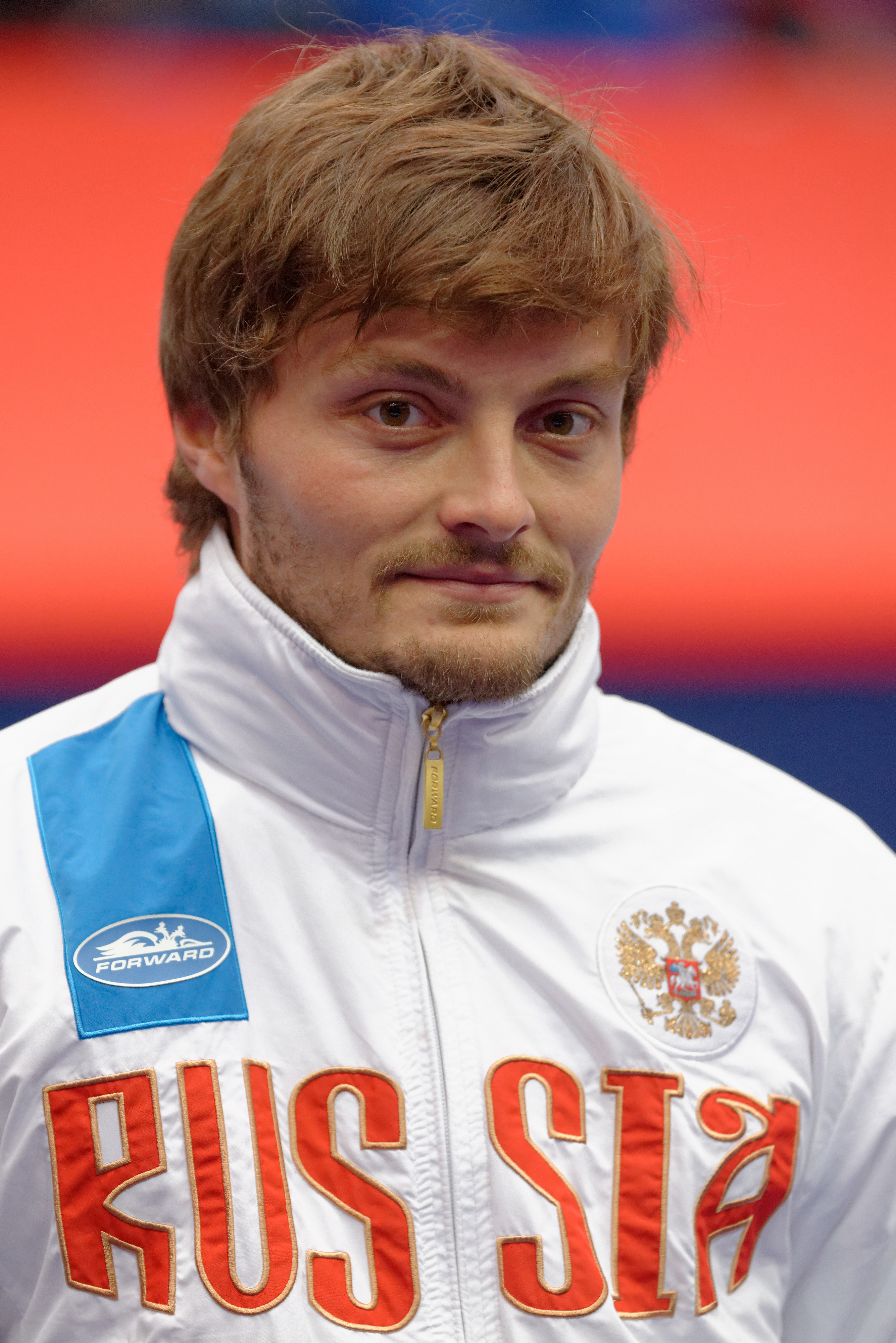
Dmitri Rigin
(* 1985)

## Söhne und Töchter der Stadt Krasnojarsk
Folgende Persönlichkeiten sind in Krasnojarsk geboren. Die Auflistung erfolgt chronologisch nach Geburtsjahr.

### 19. Jahrhundert

#### 1801–1900
- Wassili Surikow (1848–1916), Maler und Mitglied der Peredwischniki
- Wladimir Rebikow (1866–1920), Komponist
- Pjotr Jakobson (1890–1973), Eisenbahningenieur und Hochschullehrer
- Marija Neuburg (1894–1962), Paläobotanikerin

### 20. Jahrhundert

#### 1901–1950
- Witali Abalakow (1906–1986), Bergsteiger
- Stanisław Kłosowicz (1906–1955), Radrennfahrer
- Jewgeni Abalakow (1907–1948), Bergsteiger
- Jewgeni Kobytew (1910–1973), Maler, Grafiker, Stadtrat
- Irina Chworowa (1913–2003), Geologin und Paläontologin
- Tatjana Kopnina (1921–2009), Malerin und Kunstlehrerin
- Bob Martin (1922–1998), österreichischer Sänger und Musiker
- Jelena Dawidowitsch (1922–2013), Historikerin, Archäologin und Numismatikerin
- Wiktor Astafjew (1924–2001), Schriftsteller
- Nikolai Koslow (1928–2007), Skilangläufer
- Gleb Poljakow (1931–2021), Geologe
- Eduard Schafranski (1937–2005), klassischer Gitarrist und Komponist
- Tamara Lebedewa (* 1938), Chemikerin und Buchautorin
- Eduard Malofejew (* 1942), Fußballspieler und -trainer
- Wladimir Krainew (1944–2011), Pianist und Hochschullehrer
- Jewgeni Popow (* 1946), Schriftsteller
- Wiktor Tretjakow (* 1946), Violinist und Hochschullehrer
- Jewgeni Waganow (* 1948), Biophysiker
- Jewgeni Jewsjukow (* 1950), Geher

#### 1951–1970
- Māra Zālīte (* 1952), lettische Schriftstellerin und Dramaturgin
- Oleg Romanzew (* 1954), Fußballspieler und -trainer
- Wiktor Alexejew (* 1956), Ringer und Weltmeister 1983 und 1985 im freien Stil im Federgewicht
- Sergei Lomanow (* 1957), Bandyspieler
- Andreï Makine (* 1957), französischer Schriftsteller
- Pawel Popow (* 1957), General
- Galina Jenjuchina (* 1959), Bahnradsportlerin
- Alexander Popow (* 1959), Gewichtheber
- Dmitri Alexandrowitsch Chworostowski (1962–2017), Opernsänger (Bariton)
- Zosimus (1963–2010), Bischof von Jakutsk und Lensk
- Alexej Jaškin (* 1965), tschechisch-russischer Eishockeyspieler
- Juri Schwytkin (* 1965), Militär, Staatsmann und Politiker
- Soja Burjak (* 1966), Schauspielerin
- Eduard Fljorow (* 1966), Schauspieler
- Wjatscheslaw Atawin (* 1967), Handballspieler
- Swetlana Fedotkina (* 1967), Eisschnellläuferin und olympische Silbermedaillengewinnerin 1994[1]
- Sergei Klischin (* 1967), Judoka
- Andrei Worobjow (* 1970), Politiker und seit 2012 Gouverneur der Oblast Moskau

#### 1971–1980
- Natalja Schechodanowa (* 1971), Hürdenläuferin
- Swetlana Tschernoussowa (* 1972), Biathletin
- Olga Tumaikina (* 1972), Schauspielerin[2]
- Andrei Iwanow (* 1973), Freestyle-Skier
- Maxim Galanow (* 1974), Eishockeyspieler
- Alexei Proschin (* 1974), Eisschnellläufer
- Jewgeni Popow (* 1976), Bobpilot
- Michail Kotjukow (* 1976), Politiker
- Konstantin Aladaschwili (* 1977), Skeletonpilot
- Andrei Drygin (* 1977), Skirennläufer
- Jekaterina Mironowa (* 1977), Skeletonpilotin
- Oxana Zelensky-Hegel (* 1977), deutsche Athletin
- Julija Petschonkina (* 1978), Hürdenläuferin und Weltmeisterin 2005
- Olga Rotschewa (* 1978), Skilangläuferin
- Aljona Sidko (* 1979), Skilangläuferin
- Jelena Chrustaljowa (* 1980), Biathletin
- Sergei Lomanow (* 1980), Bandyspieler

#### 1981–1990
- Dmitri Abramowitsch (* 1982), Bobpilot
- Ljudmila Klak (* 1982), Skeletonpilotin
- Michail Kusmitsch (* 1982), Rennrodler
- Andrey Neyman (* 1982), deutscher Schauspieler, Regie- und Produktionsassistent
- Juri Wesjolow (* 1982), Rennrodler
- Alexander Wulf (* 1982), deutsch-russischer Koch und Gastronom
- Svetlana Moshkovich (Swetlana Wladimirowna Moschkowitsch) (* 1983), russisch-österreichische Handbikerin
- Andrei Grigorjew (* 1984), Ski-Orientierungsläufer
- Helene Fischer (* 1984), deutsche Schlagersängerin, Tänzerin und Entertainerin
- Alexander Mutowin (* 1984), Skeletonpilot
- Alexander Sjomin (* 1984), Eishockeyspieler
- Dmitri Rigin (* 1985), Florettfechter
- Sergej Smirnow (* 1985), Skeletonfahrer
- Alexander Tretjakow (* 1985), Skeletonpilot
- Sergei Tscheptschugow (* 1985), Fußballtorhüter
- Jewgeni Ustjugow (* 1985), Biathlet
- Dmitri Wassiljewitsch Rigin (* 1985), Florettfechter
- Polina Maltschikowa (* 1986), Ski-Orientierungsläuferin
- Ija Gawrilowa (* 1987), Eishockeyspielerin
- Pawel Kusmitsch (* 1988), Rennrodler
- Timofei Lapschin (* 1988), Biathlet
- Ganna Gryniva (* 1989), ukrainische Jazzmusikerin
- Helena Kaschurow (* 1989), deutsche Tänzerin in den Sparten Standard- und lateinamerikanische Tänze
- Olga Korobkina (* 1989), Skeletonpilotin
- Olga Potylizyna (* 1989), Skeletonpilotin
- Igor Poljanski (* 1990), Profi-Triathlet und russischer Sprint-Triathlonmeister 2010
- Alexander Sardyko (* 1990), Skispringer

#### 1991–2000
- Wladislaw Antonow (* 1991), Rennrodler und olympischer Silbermedaillengewinner 2014[3]
- Alexander Denissjew (* 1991), Rennrodler und olympischer Silbermedaillengewinner 2014[4]
- Xenia Krassilnikowa (* 1991), Eiskunstläuferin
- Nikolai Oljunin (* 1991), Snowboarder
- Sergei Redkin (* 1991), Pianist
- Jekaterina Baturina (* 1992), Rennrodlerin
- Alexander Maslowski (* 1992), Fußballspieler
- Andrei Melnitschenko (* 1992), Skilangläufer
- Nikolai Marzenko (* 1993), Autorennfahrer
- Julija Kanakina (* 1995), Skeletonpilotin
- Darja Owtschinnikowa (* 1995), Skirennläuferin
- Julija Sykowa (* 1995), Sportschützin
- Nikita Tregubow (* 1995), Skeletonpilot
- Anton Mitrjuschkin (* 1996), Fußballtorwart
- Maxim Witjugow (* 1998), Fußballspieler
- Anastassija Gontscharowa (* 1999), nordische Kombiniererin
- Dmitri Loginow (* 2000), Snowboarder

### 21. Jahrhundert
- Sofja Samodurowa (* 2002), Eiskunstläuferin
- Erika Andrejewa (* 2004), Tennisspielerin
- Mirra Andrejewa (* 2007), Tennisspielerin

## Ehrenbürger von Krasnojarsk
- 1865: Pawel Samjatnin (1805–1879), Generalmajor, erster Gouverneur des Gouvernement Jenisseisk[5][6]
- 1983: Wiktor Tretjakow (* 1946), Violinist und Dirigent[6]
- 1994: Wiktor Astafjew (1924–2001), Schriftsteller[6]
- 2000: Dmitri Chworostowski (1962–2017), Opernsänger[6]
- 2000: Sergei Schoigu (* 1955), Politiker und Armeegeneral; seit 2012 russischer Verteidigungsminister[6]
- 2001: Sergei Lomanow (* 1957), Bandyspieler[6]
- 2010: Wiktor Alexejew (* 1956), Ringer und Weltmeister im Federgewicht[6]

## Personen mit Beziehung zu Krasnojarsk
- Walentin Felixowitsch Woino-Jassenezki (1877–1961), Erzbischof von Simferopol und Krim, Bischof von Taschkent und Heiliger der Russisch-orthodoxen Kirche. Von 1941 bis 1944 Chefarzt des Krankenhauses von Krasnojarsk.
- Wladimir Dolgich (1924–2020), Politiker; von 1969 bis 1972 Erster Sekretär des regionalen Parteikomitees in Krasnojarsk
- Innokenti Smoktunowski (1925–1994), Schauspieler; begann 1946 seine Karriere als Schauspieler am Theater von Norilsk und Krasnojarsk
- Vladimir Shalaev (* 1957), russisch-US-amerikanischer Physiker, machte 1979 seinen Diplomabschluss an der Universität von Krasnojarsk und promovierte dort 1983. Danach forschte er als Assistenzprofessor an der Staatlichen Universität Krasnojarsk.
- Wjatscheslaw Butussow (* 1961), Rockmusiker

## In Krasnojarsk verstorbene Persönlichkeiten
- 1807: Nikolai Resanow (1764–1807), Staatsmann und einer der Gründungsinitiatoren der Russisch-Amerikanischen Kompagnie
- 1862: Christian Friedrich Lessing (1809–1862), deutscher Arzt und Botaniker
- 1918: Jakow Dubrowinski (1882–1918), bolschewistischer Revolutionär
- 1986: Oleg Serow (1963–1986), Skispringer
- 2001: Wiktor Astafjew (1924–2001), Schriftsteller und literarischer Weggefährte Alexander Solschenizyns
- 2007: Julia Rostowzewa (1972–2007), Biathletin
- 2008: Alexander Grisman (1980–2008), Sommerbiathlet